# Torcigliano
Torcigliano è una frazione del comune di Camaiore in provincia di Lucca. È situato a 400 metri sul livello del mare, ai piedi del monte Apuano e dista 4,7 km dal capoluogo.

## Geografia fisica
Torcigliano è situato ai piedi del monte Apuano ed è circondato da una folta vegetazione selvatica, ma il territorio nei pressi del paese è occupato soprattutto dalle coltivazioni di viti e ulivi. In passato, il collegamento con gli altri paesi era costituito da una mulattiera ormai abbandonata, e sostituita da una strada tortuosa.

## Storia

### Origini
Le prime notizie di Torcigliano si hanno nel decimo secolo, grazie a documenti amministrativi che testimoniano che il territorio era sotto la giurisdizione di Camaiore e apparteneva alla chiesa di San Giovanni Battista, Santa Maria e Santo Stefano della Pieve di Camaiore. Nel 984 il Vescovo Teudigrimo concesse la quinta parte dei beni e terreni della Pieve di Camaiore al nobile Cunerado, fra i quali Torcigliano. Non si hanno notizie rilevanti sino al 1017, dove molti territori tra cui anche Torcigliano, passarono sotto la giurisdizione di Gherardo dei Montemagnesi.
All'inizio del tredicesimo secolo, vennero riorganizzate le frazioni Lucchesi. Camaiore diventò capoluogo di Vicaria con un parlamento in cui i rappresentanti di ogni comunità, ovvero i capifamiglia, dovevano recarsi a legiferare e questo permise una nuova organizzazione che non dipendeva più dai signori locali che avevano avuto potere giurisdizionale nei secoli precedenti.

### XIV secolo
Lo scenario trecentesco si può ricostruire sulla base di due rilevazioni fiscali del 1346 e 1348 che lo mostrano costituito da una ricca selva che gli abitanti sfruttavano per soddisfare i bisogni primari.
In base alle Gabelle della Vicaria di Camaiore, nell'attività agricola il prodotto più richiesto era sempre stato il vino, infatti, secondo alle rilevazioni fiscali, era stata confermata la coltivazione della vite. Un altro prodotto importante era il grano, assieme ad altri tipi di cereali, tra cui anche l'orzo, più adatti al territorio. La zona era ricca di castagne, da cui i contadini ricavano la farina per uso locale. Alla economia agricola era integrata quello dell'allevamento e della pastorizia: infatti il territorio dava la possibilità di praticare la transumanza e l'allevamento di bovini e ovini.
Alla fine del XIII secolo, nella stesura degli Estimi, venne registrato un aumento demografico, con un censimento relativo a 26 famiglie, per un totale di 126 persone. Né le Gabelle né i contratti trecenteschi indicano le origini dei capifamiglia e questo sembra appoggiare l'ipotesi che la comunità si fosse formata dalla discendenza dei contadini che avevano lavorato per i nobili.
Con la presenza della peste che colpì l'Europa nel 1348-1349 si presume, dalla riduzione degli Estimi effettuati, che anche il territorio di Camaiore venne colpito dal morbo, infatti, alla fine del secolo vennero censiti beni solo di 9 residenti soltanto.
Le strutture abitative erano sparse per avere la possibilità di coltivare il terreno vicino alle abitazioni e tenere sotto controllo i metati, capanne degli attrezzi e strutture per l'allevamento e i lavori agricoli.
Quando il re Carlo IV rese a Lucca l'indipendenza nel 1369, ristabilì la Repubblica e Torcigliano, insieme ad altri borghi, ne subì le conseguenze: infatti i contadini erano chiamati a far parte della milizia di campagna. Nel maggio del 1374, gli abitanti del posto si opposero alla costruzione della cinta muraria per la difesa del paese, richiesta dai camaioresi e approvata dagli Anziani di Lucca. Gli abitanti del paese, uniti ad altri borghi, diedero vita a una rivolta che fu subito sedata tramite chiarimenti richiesti dal Vicario, il quale immediatamente diede l'ordine di costruire la Cinta.

### XV secolo
Nel XV secolo, Paolo Guinigi dispose la stesura di un nuovo statuto, nella Vicaria di Camaiore, per aggiornare gli Estimi dei beni del territorio della Repubblica. Nonostante i torciglianesi fossero lontani dal governo guiginiano, erano comunque coinvolti nella sua amministrazione e le rilevazioni fiscali del 1410 sono importanti testimonianze del territorio di Camaiore.
La rilevazione fiscale, inoltre, documenta la soccide, un contratto che migliorò l'economia familiare dei torciglianesi. Consisteva nel concedere gli animali ai contadini in prestito i quali avevano l'obbligo di custodirli e allevarli. L'animale veniva lasciato in consegna al contadino in base alle decisioni dei due contraenti. Il ricavato dei prodotti degli ovini e bovini veniva equamente ripartito, ma se l'animale moriva, l'affittuario doveva risarcire il proprietario, se moriva per cause naturali il contratto decadeva.
A partire dalla metà del Quattrocento i rapporti economici delle famiglie di Torcigliano e quelli con le altre comunità vengono trascritti in un documento conservato nell'Archivio Parrocchiale del paese. Il documento era un promemoria dei fatti economici che avvenivano tra le persone che avevano avuto la necessità di chiedere prestiti o di fare affari; con la frase "Io mi chiamo contento" si dimostrava la chiusura concordataria da parte sia del creditore che del debitore.

### XVI secolo
Nella Repubblica le comunità avevano una certa autonomia, infatti potevano emanare leggi in base alle proprie esigenze e necessità, rispettando principalmente le norme delle autorità lucchesi. Nel 1560 i torciglianesi stilarono il loro primo statuto in base alle regole che seguivano di consuetudine. Il documento venne redatto dai principali membri della comunità e per essere valido doveva avere l'approvazione dagli Anziani. Lo statuto venne legalizzato dal notaio Cristoforo Orsucci il 24 giugno 1560 e approvato definitivamente dagli Anziani dieci anni dopo il 27 giugno 1570. Nonostante il tempo d'attesa, le leggi vennero subito attuate e le eventuali modifiche apportate dalle autorità lucchesi sarebbero entrate in vigore al momento.
Ogni anno nel mese di dicembre, venivano nominati tre uomini per governare Torcigliano e per far rispettare le leggi. Prima di iniziare il loro incarico però dovevano giurare davanti allo scrivano del comune di Camaiore di svolgere al meglio il loro compito, diligentemente e senza fraude, e nominare uno scrivano torciglianese ben istruito.
Oltre alle leggi amministrative e economiche si affiancarono anche quelle per salvaguardare la vita quotidiana. Ad esempio, il territorio era ricco di corsi d'acqua che venivano tutelati da sanzioni se venivano danneggiati o utilizzati in maniera non consona, come per lavare i panni.
Lo statuto era una testimonianza importante sullo stile di vita della comunità torciglianese e del suo paesaggio.

### XVII secolo
Dal XVII secolo nell'Archivio Parrocchiale, venne conservato il Libro della Comunità, il quale racchiudeva tutti i registri e i verbali delle sedute del Consiglio e l'andamento economico e sociale della comunità torciglianese.

## Chiesa

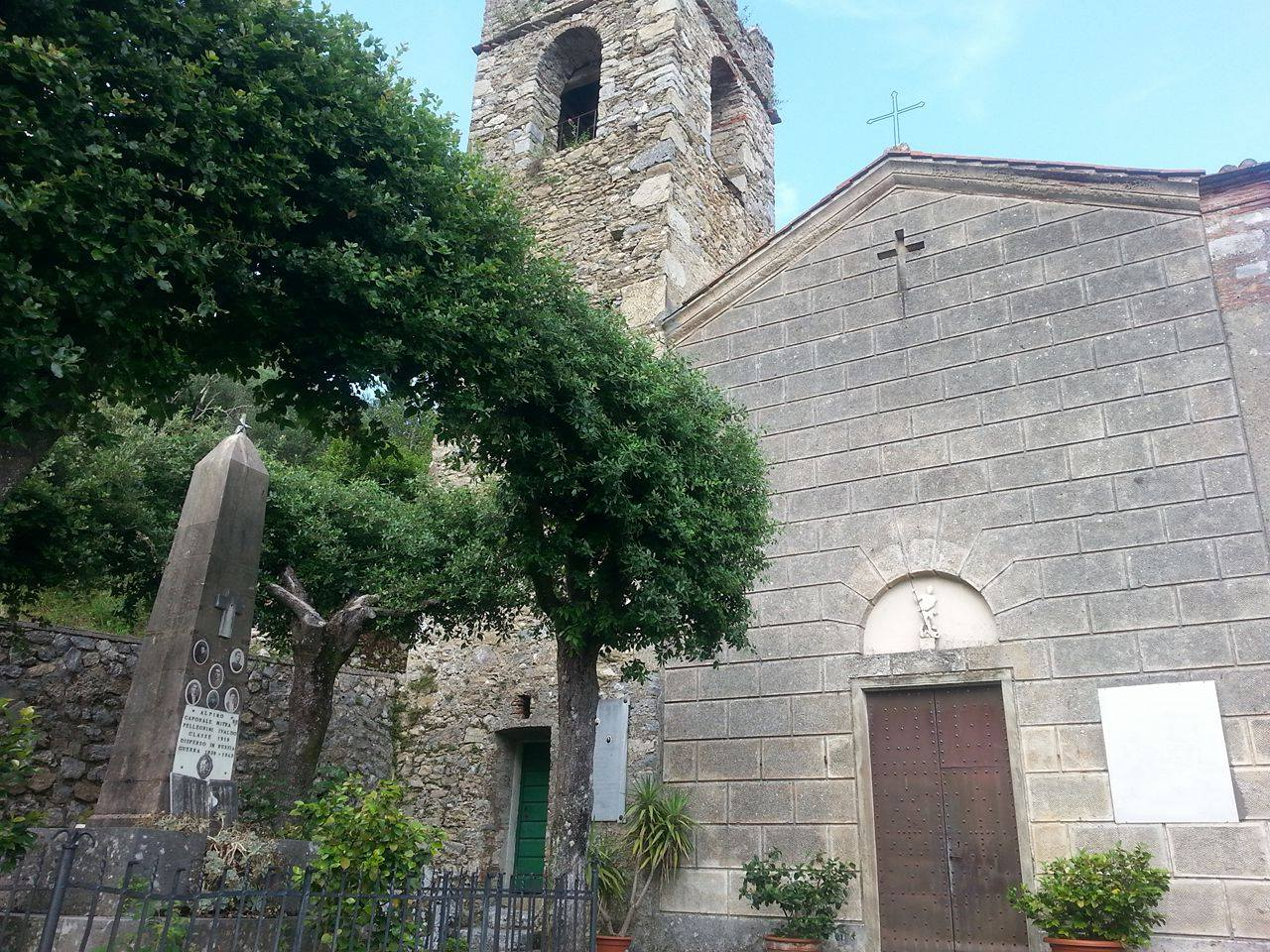
Chiesa

Non si ha una data certa della costruzione della chiesa di Torcigliano, ma con l'estimo del 1347 viene testimoniata la sua presenza poiché si dichiara che, a causa delle scarse entrate, non contribuì al pagamento di un'imposta straordinaria per costruire la cappella di San Benedetto in San Martino. La chiesa sorgeva nella strada principale del paese ed era munita di un campanile, ricostruito nel 1655 perché fatiscente.
All'inizio del XVI secolo il patrimonio della chiesa era aumentato. Le terre in donazione venivano coltivate per fornire entrate per mantenere sia la struttura che gli ecclesiastici. I contratti fra la chiesa e il contadino erano regolati da un notaio, il quale specificava che il fondo non doveva subire danni, pena una sanzione.
Con lo statuto la chiesa era entrata a far parte della vita amministrativa, anche se non direttamente. Nonostante si sviluppassero posizioni di rilievo fra gli abitanti di Torcigliano, la principale rimaneva quella del rettore, in quanto presiedeva gli atti più importanti nella vita del paese, come i testamenti, la nascita e la morte. Grazie alle funzioni che rivestiva, era molto importante nella vita quotidiana della comunità, per questo godeva di grande rispetto e timore. Nel tempo i rettori che si susseguirono abbellirono e ristrutturarono la chiesa per mantenerla efficiente.
Fra i padri più importanti, vi è Ludovico Marracci, orientalista e traduttore. A 33 anni partecipò, nel 1645, partecipò alla traduzione della Bibbia in arabo. Inoltre, fra le sue opere è bene ricordare la traduzione della prima parte del Corano in latino.
Un avvenimento molto importante nella vita del paese erano i rintocchi delle campane, che venivano fatte suonare nelle occasioni importanti. Nel 1641 i governatori dovettero porre delle regole relative alle campane, poiché molte volte venivano usate in maniera inopportuna e venne stabilito che le campane dovessero suonare solo per le funzioni della chiesa, per invito del principe o della comunità.
Nel 1658 i governatori proposero di apportare modifiche alla chiesa per accogliere un maggior numero di fedeli con la costruzione della sacrestia.

## Scuola
La scuola era già presente nel XVI secolo, poiché l'esigenza per un bambino di leggere e scrivere era molto forte. La scuola era un casalino diviso in due piani, uno usato per l'istruzione fatta dal rettore e l'altro per altri servizi.